# Нажмудинов, Касум Гусейнович
Нажмудинов Касум Гусейнович (15 мая 1933, с. Гонох, Хунзахский район, ДАССР, РСФСР, СССР)— советский и российский лётчик, тренер по самолётному спорту. Заслуженный тренер СССР, Мастер спорта СССР, Заслуженный работник физической культуры РСФСР (1985), Заслуженный работник культуры Дагестана.

## Биография
Касум родился 15 мая 1933 года в селе Гонох Дагестанской республики в семье сельских тружеников . В возрасте 12 лет Касум в небе над Хунзахом впервые в своей жизни увидел самолёт (на тот момент это был небольшой ПО-2) и в это время в его сердце зародилась детская мечта «Подняться в небо».

Востребованности в лётчиках не было, а приоритетными профессиями считались аграрии, врачи, педагоги — в некоторой мере это даже считалось почётным. Поэтому Касум поступил в Дагестанский сельскохозяйственный институт, но детская мечта его не покидала. Поэтому дождавшись призывного возраста сразу же явился на заседание призывной комиссии с просьбой записать его в лётную школу. Благодаря упорству и настойчивости прошёл медицинскую комиссию и был направлен в лётное училище под Полтавой. По окончании училища из набранной группы в 30 человек прошло всего 5 курсантов, в их числе был и Касум, впоследствии получил диплом с отличием и был направлен в истребительную авиацию в высшее военно-воздушное училище, которое тоже окончил с отличием — став военным лётчиком-истребителем. Начал служить в войсках ПВО Москвы.

Начало профессиональной карьеры совпало с реформами Хрущева. Во время сокращения авиации Касума перевели в Кострому, очень скоро он снова был переведён в Ярославль. Во время службы в Ярославле в 1959 году специальной комиссией приглашён на собеседование. По результатам собеседования Касуму предложили пройти подготовку к космическому полёту и стать командиром космического корабля. Два полковника, один — медслужбы, другой — КГБ, берут расписку о неразглашении беседы. Касум получил направление в Москву, где начал проходить тщательное медицинское обследование в центральном госпитале ВВС СССР. С подозрением на шумы в сердце, которые странным образом ни разу за всю карьеру лётчика не были выявлены на многочисленных медицинских комиссиях отсеяли лётчика из отряда космонавтов, не успев включить в него. Затем пошли дальнейшие сокращения в ВВС, дошла очередь и до его части.

Отправился в Махачкалу. Военных лётчиков не брали тогда в транспортную авиацию, тем более лётчиков-истребителей, мол, они хулиганы в воздухе, будут пилотировать по-своему. Все же он устроился в Махачкалинский авиаотряд на АН-2. Эта работа была не ему по душе и тут поступило предложение работать в авиаклубе, там были и бомбардировщики, на которые требовались лётчики. Это было в 1961-62 годы. Так начал работать в Махачкалинском аэроклубе лётчиком-инструктором. Работал Командиром звена, затем пришлось заниматься подготовкой команды к соревнованиям в авиаспорте, сам стал принимать участие в этих соревнованиях, пригласили работать в учебном центре Ростова-на-Дону, вновь вернулся в махачкалинский аэроклуб ДОСААФ, где занялся тренерской работой. Вскоре начал принимать участие во всесоюзных соревнованиях, даже выигрывать их. Ещё тогда Касум и трое его учеников вошли в сборную СССР по авиаспорту. Поскольку ещё в армии он был тренером по офицерскому пятиборью, капитаном волейбольной команды — тогда ему предложили стать тренером сборной СССР.
У него учились легендарные лётчики,  — легендарный Владимир Мартемьянов, лётчик-космонавт Светлана Савицкая, Стяпас Артишкявичус, Александр Любарец, Светлана Капанина и многие другие.
Был включен в число первых кандидатов в космонавты, но был отсеян из отряда будущих космонавтов ещё до первого полёта человека в космос. Касум Гусенович в 74 лет прошёл осмотр — в Центральном госпитале гражданской авиации. Председатель экспертной комиссии вынуждена была признать: «Это первый случай, когда мы даём допуск к летной работе 74-летнему человеку!»

## Значимые даты
Родился 15 мая 1933 в селе Гонох Хунзахского района ДАССР.

В 1957 окончил Борисоглебское военное авиационное училище лётчиков им. В. П. Чкалова с красным дипломом. После окончания училища служил в ПВО Московского округа до 1961 г.
В 1959 — 1960 был приглашён в группу лётчиков для отбора в отряд космонавтов. Не прошёл медкомиссию, после чего уволился из рядов вооружённых сил.
С 1961 г. работал в махачкалинском аэроклубе на должностях — инструктор-лётчик, командир звена, начальник аэроклуба. Одновременно работал тренером дагестанской команды, сам выступал как спортсмен.
С 1962 г. по 1968 г. занимал первое место в южной зоне России, команда также занимала первые места.
В 1964 г. сборная команда Дагестана заняла первое место в РСФСР, после чего троих спортсменов Дагестана включили в сборную команду РСФСР, а Касума Нажмудинова — в сборную команду СССР.
В 1969 г. руководством ЦК ДОСААФ СССР, по ходатайству членов сборной команды СССР по высшему пилотажу, был приглашён на должность старшего тренера сборной СССР и РСФСР, которую занимал до 1991 г. После 1991 г. ещё 10 лет работал старшим тренером сборной команды России.
Таким образом, двадцать два года был старшим тренером сборной СССР и тридцать два года — сборной РСФСР и России.
С 1980 г. по 2001 г. был вице-президентом международной комиссии FAI (международной авиационной федерации) по высшему пилотажу.
Призовые места на чемпионатах Европы и Мира занимали воспитанники Нажмудинова Герой России Евгений Фролов, Герой России Юрий Ващук, бывший президент Литвы Роландас Паксас и другие.
В настоящее время работает во ФГУП «Национальный аэроклуб России им. Чкалова» старшим тренером по самолётному спорту.

## Автор книг
«Пособие по обучению спортсменов на самолёте ЯК-52» — Автор, Нажмудинов К. Г.

«Методическое пособие по выполнению фигур высшего пилотажа на спортивных самолётах» — Автор, Нажмудинов К. Г.

«Чемпионами рождаются в небе» — Автор, Нажмудинов К. Г.

«Рыцари пятого океана» — Автор, Нажмудинов К. Г.

## Воспитанники
За эти годы подготовил двенадцать абсолютных чемпионов мира. Его воспитанники: Игорь Егоров, Виктор Лецко, Любовь Немкова, Лидия Леонова, Валентина Яикова, Наталья Сергеева, Виктор Чмаля, шестикратная абсолютная чемпионка мира Светлана Капанина, чемпионка мира Светлана Кабацкая, чемпион мира Николай Тимофеев, лётчик — испытатель и герой России Юрий Вашук, абсолютная чемпионка мира и президент женского авиаклуба «Авиактриса» Халидэ Макагонова, лётчик — испытатель и герой России Евгений Фролов, абсолютная чемпионка Европы Светлана Федоренко, абсолютная чемпионка СССР Светлана Подоляк, чемпион мира Юргис Кайрис, чемпион СССР Михаил Молчанюк, призёр и чемпион мира Сергей Боряк, чемпион мира и Европы Николай Никитюк и других, в том числе — чемпионов Европы и международных соревнований.

## Достижения
За успехи был удостоен почётного звания:
— Заслуженный тренер СССР
— Заслуженный работник физической культуры РСФСР
— Заслуженный работник культуры Дагестана

## Награды и премии
- Орден Александра Невского (4 декабря 2023 года) — за достигнутые трудовые успехи и многолетнюю добросовестную работу[1]
- Орден Почёта (9 апреля 1997 года) — за заслуги перед государством, многолетний добросовестный труд и большой вклад в укрепление дружбы и сотрудничества между народами[2]
- Два ордена Трудового Красного Знамени
- Заслуженный работник физической культуры РСФСР (18 декабря 1985 года)
- Золотая медаль международной авиационной федерации
- Четырьмя премиями Госкомспорта СССР как лучший тренер года